# Ectatoderus kilimandjaricus
Ectatoderus kilimandjaricus är en insektsart som beskrevs av Sjöstedt 1909. Ectatoderus kilimandjaricus ingår i släktet Ectatoderus och familjen Mogoplistidae. Inga underarter finns listade i Catalogue of Life.